# Gudea con el vaso que mana
Gudea con el vaso que mana es una escultura del siglo XXII a. C. ( antes de cristo )(Mesopotamia), que representa al gobernador Gudea. Se encuentra en poder del Museo del Louvre (en París) bajo el código AO 22126.

## Descripción
La escultura representa a Gudea, quien fue patesi (‘gobernador’) de la región de Lagash entre el 2144 y el 2124 a. C.
Está representado de pie, con un vaso votivo en las manos. Del vaso, símbolo de la fecundidad, brota agua con pequeños peces; el líquido está representado con ondas talladas en la piedra. Ataviado con ropas sacerdotales, gorro y túnica. Sobre la vestidura aparece grabado un texto en escritura cuneiforme. Es una dedicatoria a la diosa Geshtinanna, esposa de Ningishzzida, el dios tutelar de Gudea.

## Historia
Tallada para el templo E-Ninnu de la ciudad de Ngirsu, el santo lugar del dios patrón de Lagash, Ningirsu o Ninib.
En el periodo griego seléucida, el templo fue arrasado y sobre sus ruinas se construyó una fortaleza. Las estatuas de Gudea fueron mutiladas y lanzadas en los fosos de cimentación de la nueva fortaleza. Fueron recuperadas durante las excavaciones arqueológicas del siglo XIX y XX.
Esta escultura fue hallada en 1926 en una excavación arqueológica clandestina en la actual Telloh. La estatua de Gudea con el vaso que mana fue adquirida por el Museo del Louvre en 1967, trasladada a Francia y forma parte de la colección de arte babilónico en el Louvre.